# Ліпіни (Підкарпатське воєводство)
Ліпіни (пол. Lipiny) — село в Польщі, у гміні Пільзно Дембицького повіту Підкарпатського воєводства.
Населення — 1427 осіб (2011).
У 1975-1998 роках село належало до Тарновського воєводства.

## Демографія
Демографічна структура станом на 31 березня 2011 року:
|          | Загалом | Допрацездатний вік | Працездатний вік | Постпрацездатний вік |
| -------- | ------- | ------------------ | ---------------- | -------------------- |
| Чоловіки | 718     | 177                | 463              | 78                   |
| Жінки    | 709     | 170                | 399              | 140                  |
| Разом    | 1427    | 347                | 862              | 218                  |